# Icewind Dale: Serce zimy
Icewind Dale: Serce zimy (ang. Icewind Dale: Heart of Winter) – dodatek do komputerowej gry fabularnej Icewind Dale, stworzony przez Black Isle Studios i wydany w 2001 przez Interplay Entertainment. Rozszerzenie dodaje nową kampanię oraz wprowadza wiele zmian i ulepszeń w interfejsie gry.

## Funkcje
W stosunku do Icewind Dale interfejs gry wzbogacono o schowki na klejnoty i zwoje, możliwość zakupu większej ilości towaru w sklepie i możliwość ustawienia większej rozdzielczości niż 640x480. Pojawił się nowy tryb gry Serce Furii charakteryzujący się wysokim stopniem trudności. Limit rozwoju postaci został podniesiony do 30 poziomu.

## Trials of the Luremaster
Trials of the Luremaster to darmowy dodatek do Icewind Dale: Serce zimy. Został wydany przez Black Isle Studios po tym jak oficjalny dodatek został skrytykowany za krótką fabułę. Zawiera nowe lokacje, a także nieznane przedmioty i przeciwników. Jest to także ostatnia poprawka do gry, o numerze v1.42, która usuwa wiele drobnych błędów.